# Avenida de Almeida Ribeiro

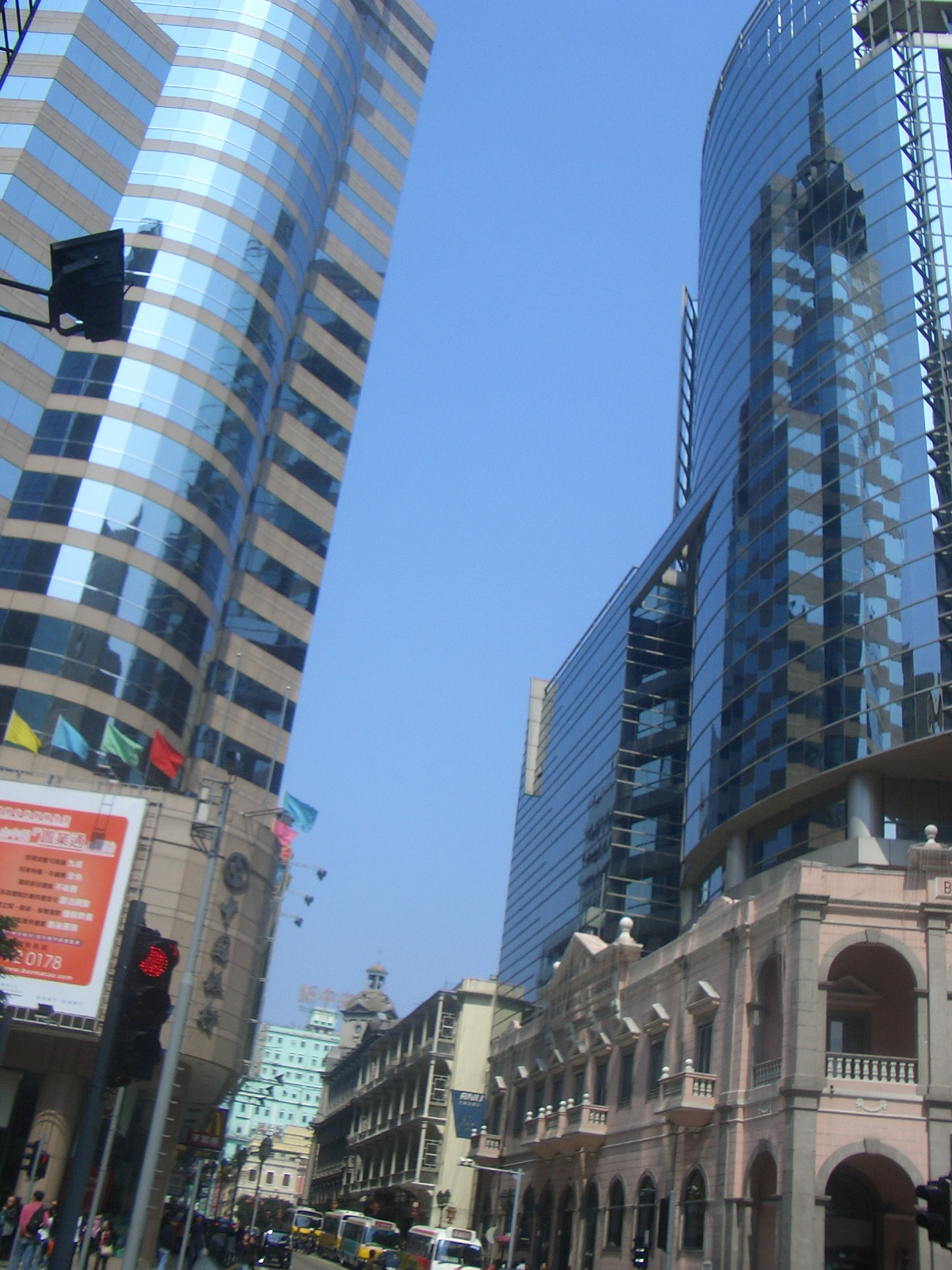
Vista de la avenida

La Avenida de Almeida Ribeiro (en chino: 亞美打利庇盧大馬路) también conocida comúnmente como San Ma Lo (chino:新 馬路), es la avenida principal en el corazón de la península de Macao al sur de China. La  avenida de 620 metros de largo fue inaugurada en 1920 y se extiende desde el interior del puerto exterior, pasando por la antigua zona residencial, con hileras de tiendas coloridas y de calle.
El cinturón principal de compras está marcadp por las calles de la Avenida do Infante D. Henrique y Avenida Almeida Ribeiro, S. Domingos Mercado , Rua da Palha, Rua do Campo, y la Rua Pedro Nolasco da Silva. Cerca de allí, en los carriles alrededor de la Rúa das Estalagens, esta un mercado de pulgas local, un lugar popular para buscar antigüedades chinas .